# Rynchops niger
Rynchops niger, conhecido popularmente como talha-mar ou corta-água, é uma ave da família Laridae (antes Rynchopidae), ordem Charadriiformes.

## Nomes populares
O nome talha-mar foi selecionado como nome vernáculo técnico para a espécie pelo Comitê Brasileiro de Registros Ornitológicos (CBRO) em 2021.

## Caracterização
O talha-mar mede aproximadamente 50 cm de comprimento, com peso variando entre 235 g (fêmea) e 325 g (macho). Apresenta partes superiores preto-fuliginosas e a fronte, margem posterior das asas e partes inferiores brancas. O bico é, em grande parte, preto, com uma pequena parte vermelha, coloração esta presente também nos pés da ave.
Durante sua alimentação, voa rente à água com o bico constantemente aberto para a captura de peixes miúdos e camarões presentes na superfície. Pesca preferencialmente ao crepúsculo e à noite, tanto em águas claras como turvas, profundas ou rasas.
A fêmea coloca de dois a três ovos densamente manchados em uma escavação feita na areia. Possui três subespécies: R. n. niger (nidifica na costa atlântica da América do Norte e do sul da Califórnia até o Equador, no Oceano Pacífico), R. n. cinerescens (maior que a anterior, nidifica no norte e nordeste da América do Sul e na Bacia Amazônica) e R. n. intercedens (ocorre no restante da costa atlântica da América do Sul até a Argentina).